# Kastelskerk
De Kastelskerk (Deens: Kastelskirken) is een barok kerkgebouw in "Kastellet", de citadel van Kopenhagen. Oorspronkelijk was het een garnizoenskerk, maar sinds 1902 is het een parochiekerk.

## Geschiedenis
De op 26 november 1704 in gebruik genomen kerk was de garnizoenskerk voor de citadel Frederikshavn. Sinds 1902 wordt de kerk echter door de omwonenden als parochiekerk gebruikt.
Alhoewel de kerk in barokke stijl werd gebouwd, betreft het een uiterst eenvoudig gebouw. Ook in de kerk ontbreekt het aan uitbundige decoratie die zo eigen is aan deze stijl. De witte kleur en de veertien hoge vensters geven het interieur een lichte en vriendelijke indruk.
Het meest aanwezig is de barok in het altaar, dat uit drie boven elkaar geplaatste olieverfschilderijen (voorstellende van onder naar boven: Avondmaal, Aanbidding en Kruisiging) bestaat en versierd is met verguld houtsnijwerk. Net als de kansel stamt het altaar uit de bouwperiode van de kerk. De orgelkas van het barokke orgel bleef ook bewaard, maar het instrument zelf werd herhaaldelijk vernieuwd. Het tegenwoordige orgel werd in 1969 door de orgelbouwers Andersen geleverd en bezit 25 registers, verdeeld over twee manualen en pedaal.
In de periode 1985-1987 werd de kerk grondig gerestaureerd en hersteld in de oorspronkelijke staat van 1704.

## Afbeeldingen

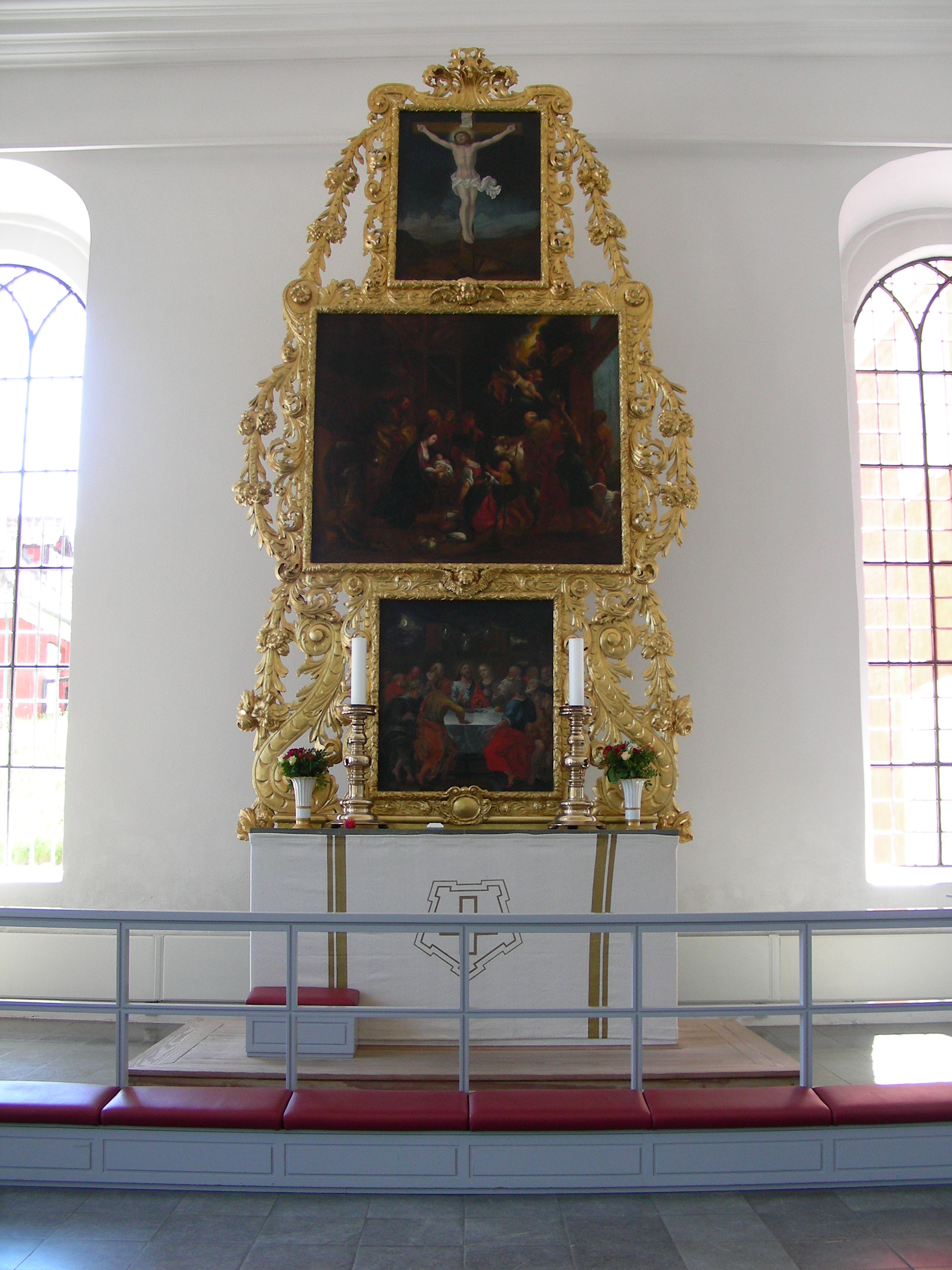
Altaar
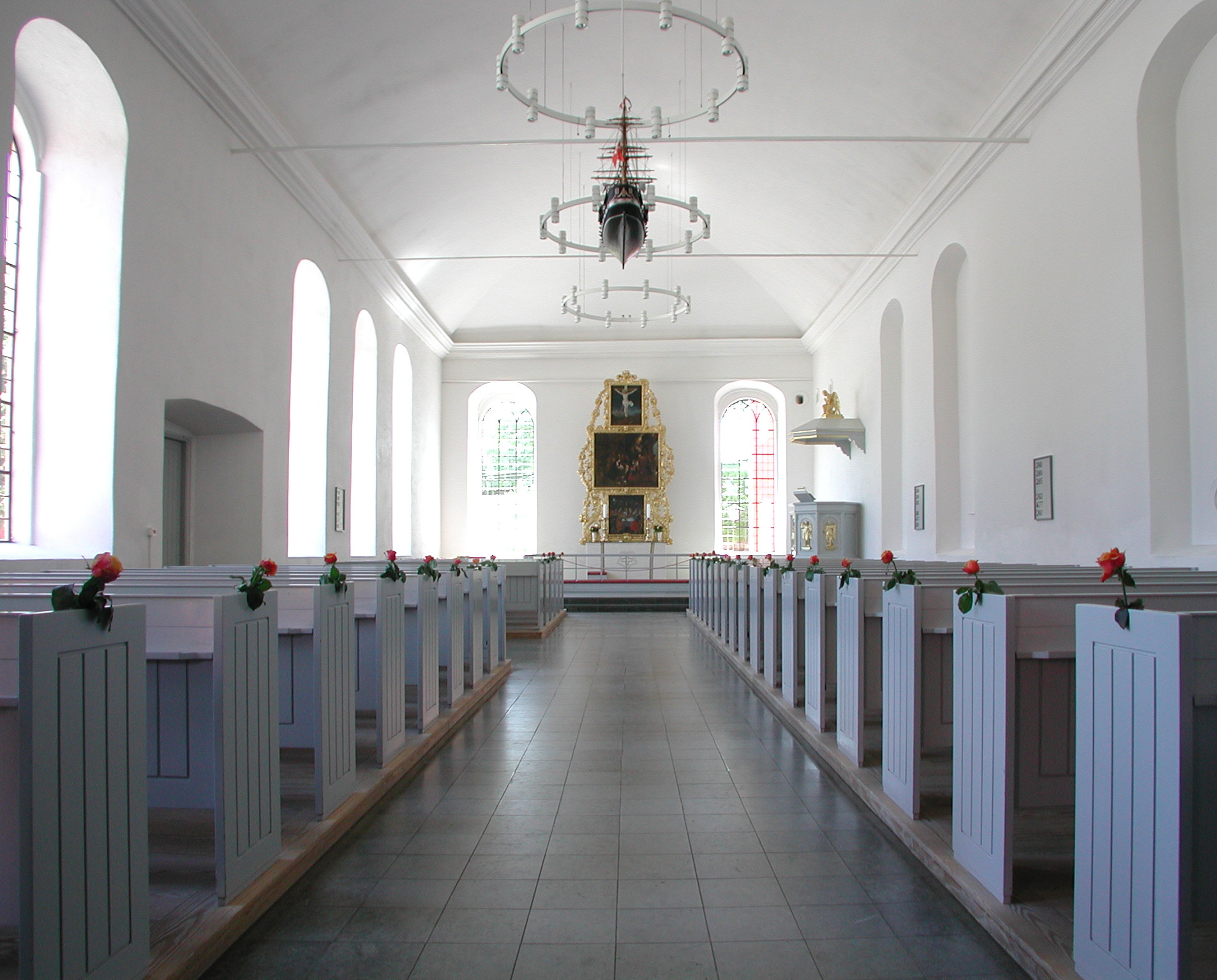
Interieur
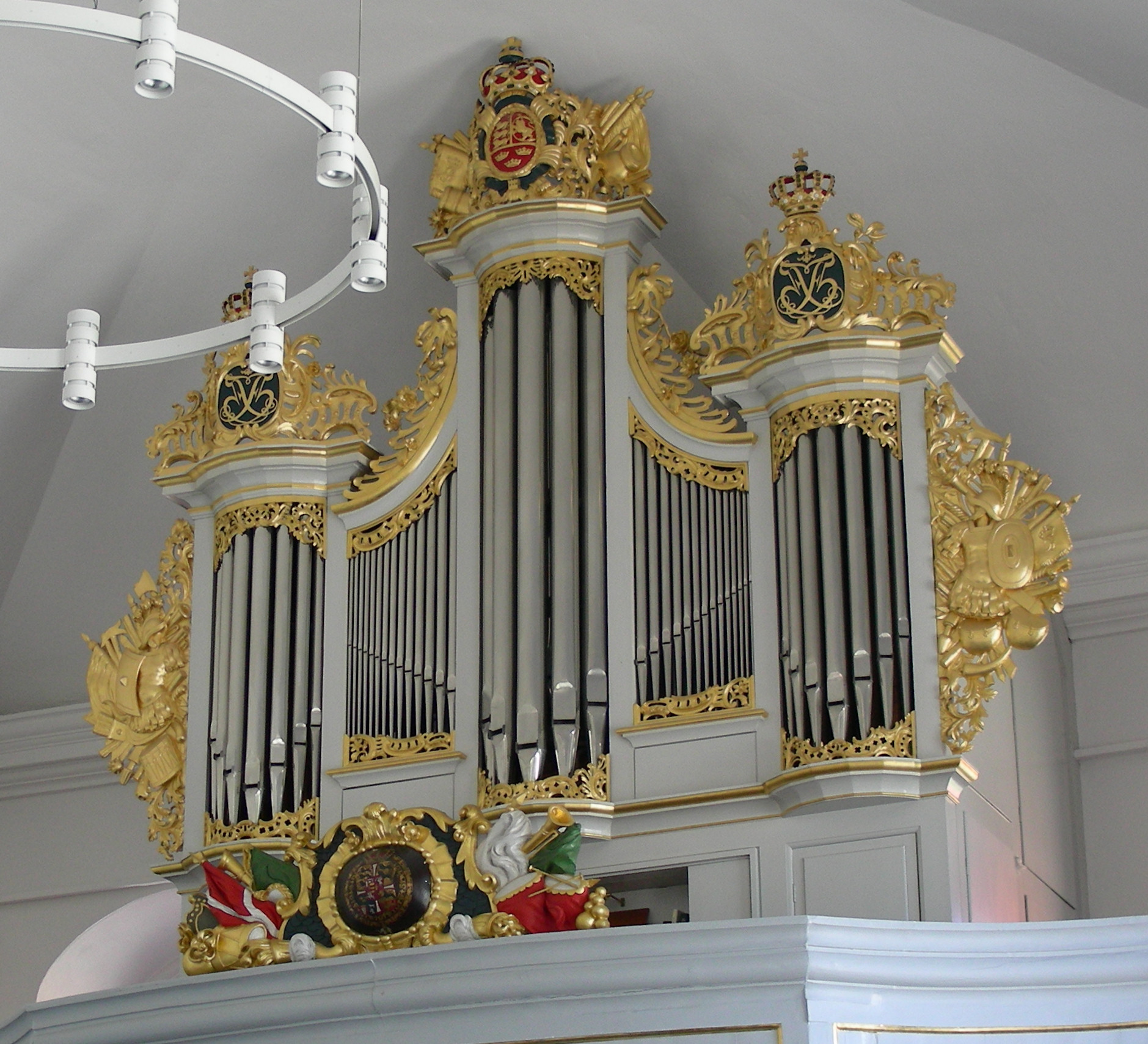
Barokke orgelkas
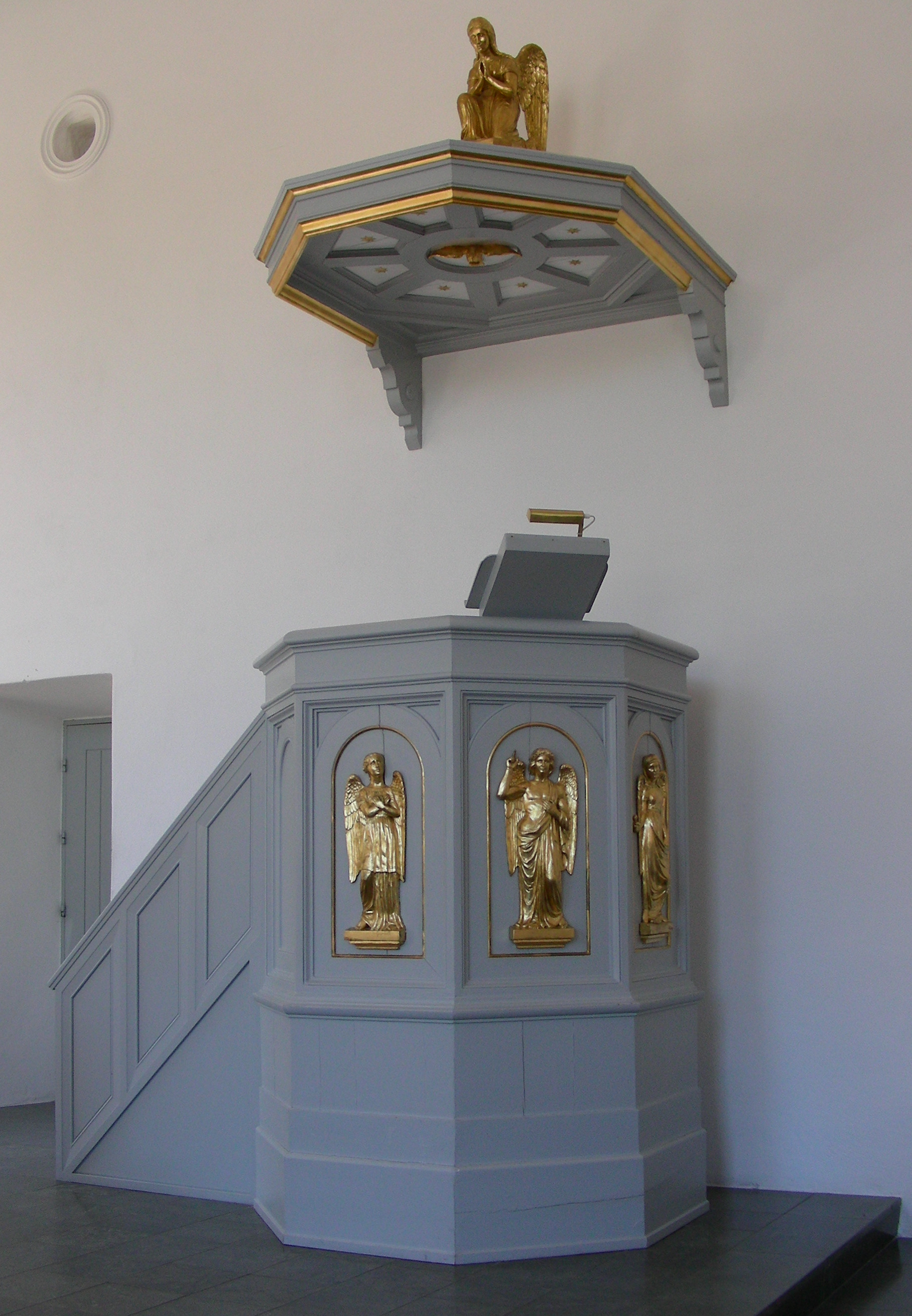
Preekstoel
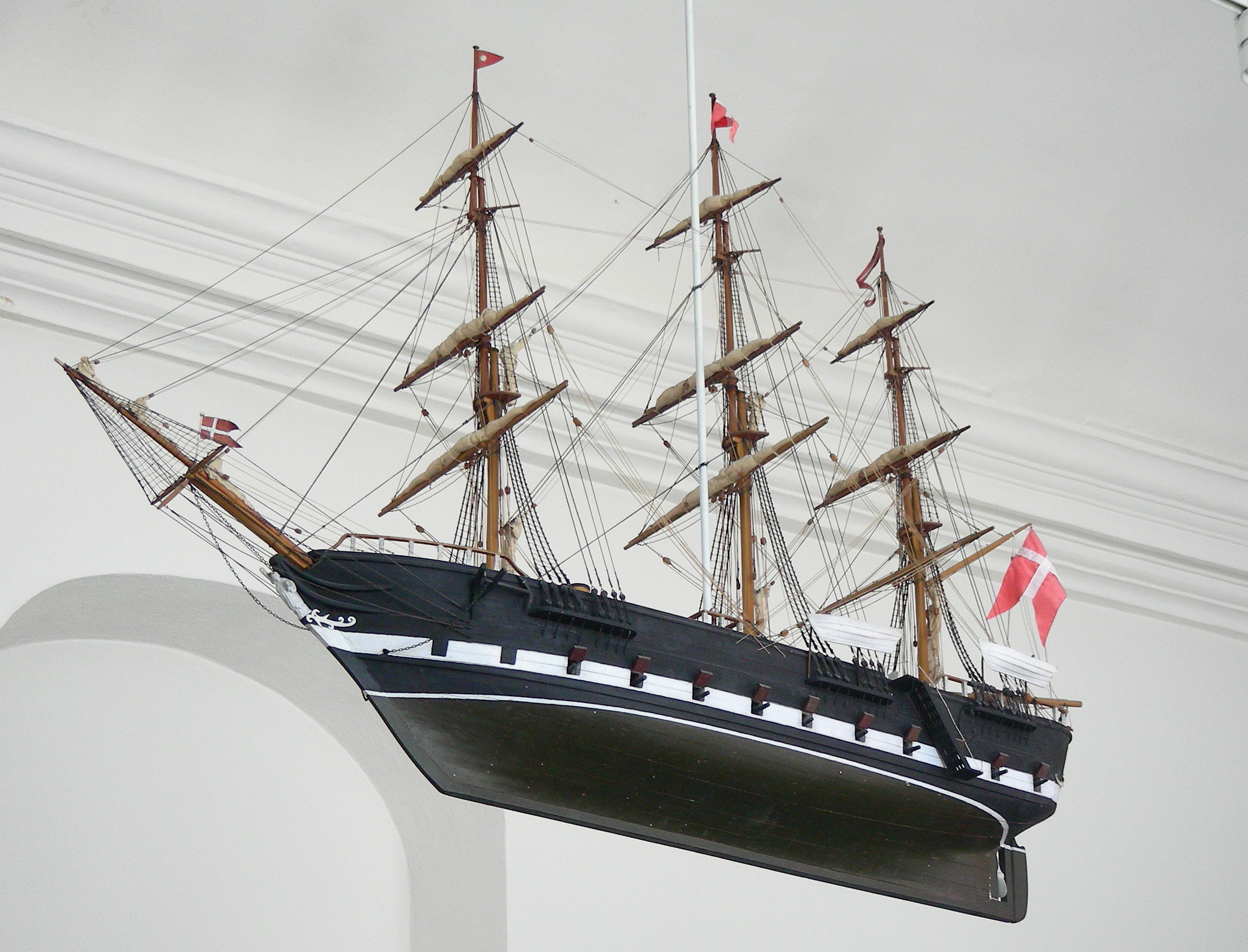
Modelschip